# كاستانيارو
كاستانيارو (بالإيطالية: Castagnaro)‏ هي بلدية في مقاطعة فيرونا في منطقة فنيتة الإيطالية، وتقع على بعد 80 كيلومترًا (50 ميلًا) جنوب غرب مدينة البندقية و50 كيلومترًا (31 ميلًا) جنوب شرق فيرونا.